# Thriambus acca
Thriambus acca är en insektsart som beskrevs av Ronald Gordon Fennah 1969. Thriambus acca ingår i släktet Thriambus och familjen sporrstritar. Inga underarter finns listade i Catalogue of Life.